# Giuliano da Sangallo
Giuliano da Sangallo (Florença, c. 1443 – 1516) foi um escultor, arquiteto e engenheiro militar da Itália.

## Biografia
Era filho de Francesco Giamberti, irmão de Antonio da Sangallo, o Velho, e tio de Antonio da Sangallo, o Jovem, todos arquitetos notáveis. Seu filho Francesco da Sangallo foi escultor. Giuliano era o arquiteto preferido de Lorenzo de' Medici, para quem realizou muitas obras, como uma villa em Poggio a Caiano, e reforçou as fortificações de Florença, Castellana e outras cidades. Também ergueu um mosteiro agostinho fora da Porta de San Gallo, destruído em 1530.  Foi deste edifício que recebeu o nome de Sangallo, adotado por outros de sua família.
Visitou Nápoles para trabalhar para o rei e voltou coberto de presentes em dinheiro, prata e esculturas antigas, as quais ofereceu para seu patrono Lorenzo. Depois da morte de Lorenzo Giuliano foi para Loreto e ergueu a cúpula da Basilica della Madonna. Depois disso foi convidado pelo papa Alexandre VII e seguiu para Roma, desenhando o teto da Basílica de Santa Maria Maior. Voltando para Florença realizou mais obras de fortificação ali e em Pisa. O papa Júlio II o empregou depois também como engenheiro militar, e durante algum tempo trabalhou nas obras da Basílica de São Pedro. Outras de suas obras foram a igreja de Santa Maria delle Carceri em Prato, a tumba de Francesco Sassetti na Igreja da Santa Trindade em Florença e o Palazzo della Rovere em Savona.